# Hernán Senillosa
Hernán Senillosa (Buenos Aires, 1º ottobre 1977) è un rugbista a 15 argentino, centro - estremo dell'Hindú Club.

## Biografia
Tutta la carriera sportiva di Hernán Senillosa si è svolta nel club argentino Hindú, con il quale il giocatore si è aggiudicato cinque campionati provinciali dell'Unión de Rugby de Buenos Aires e tre Nacional de Clubes.
L'unica parentesi professionistica fu dal 2004 al 2006 nel campionato francese, nelle file del Montferrand (oggi Clermont-Auvergne).
Senillosa esordì in Nazionale argentina nel corso del Sudamericano 2002, poi vinto, e prese parte alla Coppa del Mondo di rugby 2003 in Australia; vinse altri tre titoli di campione del Sudamerica poi fu convocato all'ultim'ora per la Coppa del Mondo di rugby 2007 come sostituto del titolare Martín Gaitán, costretto a rinunciare all'impegno a causa di una malformazione cardiaca che gli fece terminare la carriera; disputò sei incontri in tale manifestazione, nella quale i Pumas si piazzarono terzi assoluti; tornato in Argentina alla fine della competizione, si laureò campione provinciale e miglior giocatore del campionato 2007 dell'URBA.
Il 4 novembre 2010 subì una squalifica di un anno a causa di insulti rivolti all'arbitro della semifinale del torneo URBA perso contro il La Plata; a seguito della decisione il giocatore espresse i suoi dubbi sull'eventualità di tornare a giocare una volta scontata la squalifica, che lo ha lasciato fuori dal campo per tutto il 2011.

## Palmarès
- Campionati sudamericani: 4
Argentina: 2002, 2003, 2004, 2006
- Campionati URBA: 9
Hindú Club: 1996, 1998, 2006, 2007, 2008, 2009, 2012, 2014, 2015
- Nacional de Clubes: 6
Hindú Club: 1996, 2001, 2003, 2005, 2010, 2015